# Европска престоница културе
Европска престоница културе је назив, који добија један или неколико градова у Европи у раздобљу од једне године, у току које дати град или градови представља свој културни живот и домете градске културе.
Последњих година добијање положаја Европске престонице културе постаје велика престиж, али и средство за веома брз и свеобухватан развој изабраног града.

## Историјат
Акција „Европска престоница културе“ је заснована на деловању грчке министарке културе и познате грчке глумице Мелине Меркури. Акција је започета 13. јуна 1985. године. Захваљујући томе прва престоница културе била је Атина. У прве две деценије постојања овог културног признања положај града - престонице европске културе добијали су познати европски градови са богатим културним наслеђем и живим културним животом.
Последњих година дошло је до промена, па се статус града - престонице европске културе све више користи као начин оживљавања културног и свеколиког живота у граду. Управо последњих година избор града за почасно звање све више се повезује са повољним привредним и друштвеним исходима који настају као са оживљавањем културног живота и свих делатности које су са тим повезане (туризам, угоститељство, услуге, саобраћај).

## Европске престонице културе (1985—2000)
У овом раздобљу један град годишње носи звање европске престонице културе
- 1985 — Атина (Грчка)
- 1986 — Фиренца (Италија)
- 1987 — Амстердам (Холандија)
- 1988 — Берлин (Западни), (Немачка)
- 1989 — Париз (Француска)
- 1990 — Глазгов (Уједињено Краљевство)
- 1991 — Даблин (Ирска)
- 1992 — Мадрид (Шпанија)
- 1993 — Антверпен (Белгија)
- 1994 — Лисабон (Португалија)
- 1995 — Луксембург (Луксембург)
- 1996 — Копенхаген (Данска)
- 1997 — Солун (Грчка)
- 1998 — Стокхолм (Шведска)
- 1999 — Вајмар (Немачка)

## Европске престонице културе (2000-2009)
- 2000 — Авињон (Француска); Берген (Норвешка); Болоња (Италија); Брисел (Белгија); Хелсинки (Финска); Краков (Пољска); Рејкјавик (Исланд); Праг (Чешка); Сантијаго де Компостела (Шпанија)
- 2001 — Порто (Португалија); Ротердам (Холандија)
- 2002 — Бриж (Белгија); Саламанка (Шпанија)
- 2003 — Грац (Аустрија)
- 2004 — Ђенова (Италија); Лил (Француска)
- 2005 — Корк (Ирска)
- 2006 — Патрас (Грчка)
- 2007 — Сибињ (Румунија); Луксембург (Луксембург)
- 2008 — Ливерпул (Уједињено Краљевство); Ставангер (Норвешка)
- 2009 — Линц (Аустрија); Вилњус (Литванија)

## Европске престонице културе (2010-2019)
- 2010 — Есен (Немачка); Печуј (Мађарска); Истанбул (Турска)
- 2011 — Турку (Финска); Талин (Естонија)
- 2012 — Гимарајеш (Португалија); Марибор (Словенија)
- 2013 — Марсељ-Прованса (Француска); Кошице (Словачка)
- 2014 — Умео (Шведска); Рига (Летонија)
- 2015 — Монс (Белгија); Плзењ (Чешка)
- 2016 — Сан Себастијан (Шпанија); Вроцлав (Пољска)
- 2017 — Орхус (Данска), Пафос (Кипар)
- 2018 — Валета (Малта), Леуварден (Холандија)
- 2019 — Матера (Италија), Пловдив (Бугарска)

## Будуће европске престонице културе до 2033.
- Од 2023. године одређене су само државе

- 2020 — Ријека (Хрватска), Голвеј (Ирска),
- 2021 — Темишвар (Румунија), Елеусис (Грчка), Нови Сад (Србија)
- 2022 — Каунас (Литванија), Еш сир Алзет (Луксембург)
- 2023 — Уједињено Краљевство, Веспрем (Мађарска)
- 2024 — Естонија, Аустрија
- 2025 — Словенија, Немачка
- 2026 — Словачка, Финска
- 2027 — Летонија, Португалија
- 2028 — Чешка Република, Француска
- 2029 — Пољска, Шведска
- 2030 — Кипар, Белгија
- 2031 — Малта, Шпанија
- 2032 — Бугарска, Данска
- 2033 — Холандија, Италија